# Юліус Магнуссон
Юліус Магнуссон (ісл. Júlíus Magnússon, нар. 28 червня 1998, Рейк'явік, Ісландія) — ісландський футболіст, півзахисник шведського клубу «Ельфсборг» та національної збірної Ісландії.

## Ігрова кар'єра

### Клубна
Юліус Магнуссон є вихованцем столичного клубу «Вікінгур». На початку 2015 року футболіст перейшов до нідерландського «Геренвена», з яким підписав молодіжний контракт.
Перед початком сезону 2019 року Юліус повернувся до Ісландії, де продовжив виступи в складі «Вікінгура». Першу гру в основі він провів 1 березня того ж року у матчі Кубка ліги. 26 квітня Магнуссон дебютував у матчах чемпіонату Ісландії. Граючи в складі «Вікінгура» футболіст ставав чемпіоном країни та тричі вигравав національний Кубок.
В лютому 2023 року Юліус підписав трирічний контракт з норвезьким клубом «Фредрікстад». За результатами першого сезону разом з командою Юліус виграв турнір Першої ліги і наступний сезон почав вже у вищому дивізіоні. В тому ж році разом з «Фредрікстад» Юліус виграв Кубок Норвегії. У фінальному матчі проти «Молде» Магнуссон був капітаном команди.
В січні 2025 року Магнуссон перебрався до Швеції, де приєднався до клубу «Ельфсборг», з яким підписав п'ятирічний контракт.

### Збірна
З 2017 року Юліус Магнуссон виступав за юнацькі збірні Ісландії різних вікових категорій.
9 червня 2022 року у товариському матчі проти команди Сан-Марино Юліус Магнуссон дебютував у складі національної збірної Ісландії.

## Титули
Вікінгур
 Чемпіон Ісландії: 2021
 Переможець Кубка Ісландії (3): 2019, 2021, 2022
 Переможець Суперкубка Ісландії (1): 2022
Фредрікстад
 Переможець Кубка Норвегії: 2024